# Ioannis Zacharias

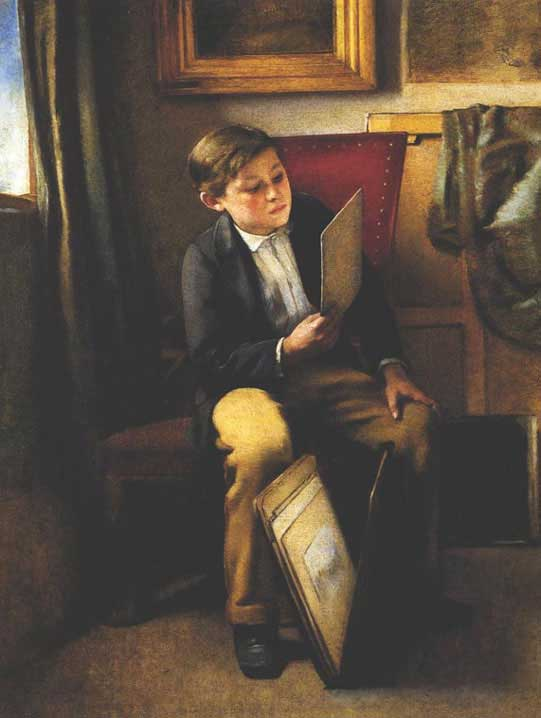
Lo studente, olio su tela, 1868, Pinacoteca nazionale (Atene)

Ioannis Zacharias (Atene, 1845 – Corfù, 1873) è stato un pittore greco.

## Biografia
Ioannis Zacharias (in greco moderno: Ιωάννης Ζαχαρίας) fu ammesso nel 1859 all'Accademia di belle arti di Atene, da cui uscì con il diploma nel 1866. Dal 1842 al 1862 l'Accademia di Atene attraversò un periodo di fioritura, organizzandosi su modello delle Accademie tedesche e grazie alla direzione dell'architetto Lysandros Kaftantzoglou.
Ioannis Zacharias lasciò Atene nel 1867, per frequentare l'Accademia delle belle arti di Monaco di Baviera e completare la sua formazione sotto la guida del pittore tedesco Karl Theodor von Piloty.
Nel 1873 presentò sue opere all'Esposizione mondiale di Vienna. In seguito, per una improvvisa malattia mentale, fu costretto a sospendere ogni attività artistica. Morì poco dopo all'ospedale di Corfù.
Dipinse ritratti, scene di genere, con pennellata fluida e sensibile e con una tavolozza di grigi e di marroni. Le espressioni dei suoi volti sono improntate a grande serietà e, nei dipinti degli tempi anni, a profonda tristezza.

### Esposizioni
2018, Artworks of top Greek artists in the exhibition "Frames of Reference" at Benaki Museum, esposta La figlia con la lettera

## Galleria d'immagini

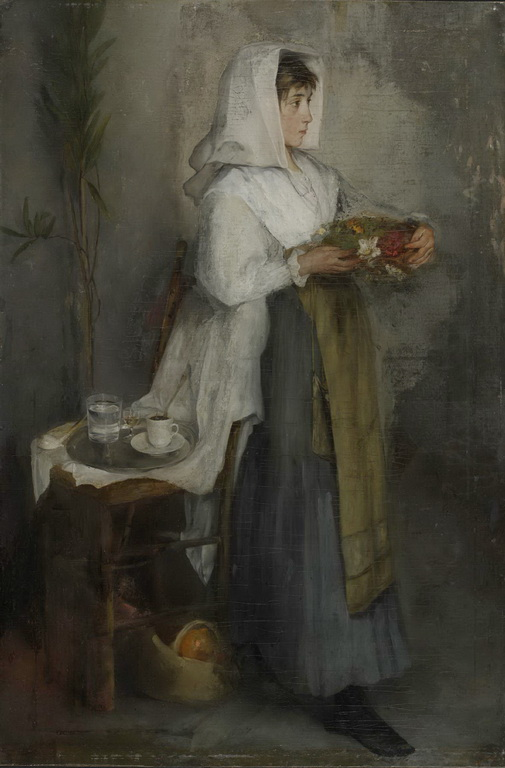
Ragazza in piedi, olio su tela, 1866
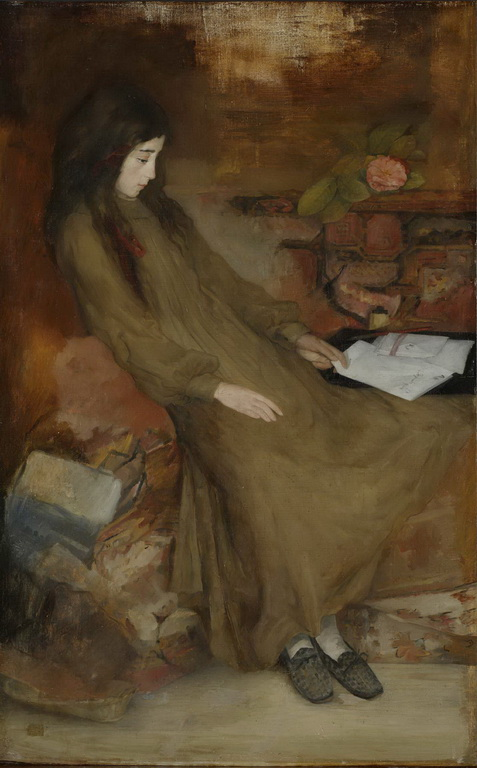
La figlia con la lettera, olio su tela, (Bank of Greece Collection)